# Чанаб
Чанаб — село в Чародинском районе Дагестана, в 23 км к юго-востоку от с. Цуриб. Входит в состав муниципального образования «Сельсовет Дусрахский».

## Географическое положение
Расположено на р. Рисор (бассейн р. Каракойсу).

## История
В 1944—57 переселились в с. Шахвал Ритлябского р-на ЧИАССР.

## Население
Моноэтническое аварское село.
| 1869 | 1888 | 1895 | 1926 | 1939 | 1970 | 1989 |
| ---- | ---- | ---- | ---- | ---- | ---- | ---- |
| 695  | ↘105 | ↗109 | →109 | ↗111 | ↘79  | ↘31  |
| 2002 | 2010 | 2021 |      |      |      |      |
| ↘8   | ↗19  | ↗67  |      |      |      |      |